# 綾小路俊資
綾小路 俊資（あやのこうじ としもと、宝暦8年〈1758年〉11月8日 - 天保4年〈1833年〉11月17日）は、江戸時代後期の公卿。

## 官歴
- 明和2年（1765年）：侍従
- 明和3年（1766年）：従五位上
- 明和6年（1769年）：正五位下
- 明和7年（1770年）：従四位下
- 明和8年（1771年）：右権少将
- 安永3年（1774年）：従四位上
- 安永4年（1775年）：補院別当
- 安永5年（1776年）：左権中将
- 安永6年（1777年）：正四位下
- 安永9年（1780年）：従三位
- 天明4年（1784年）：正三位
- 天明7年（1787年）：宮内卿
- 寛政5年（1793年）：踏歌節会外弁
- 寛政8年（1796年）：参議
- 寛政10年（1798年）：従二位
- 寛政12年（1800年）：権中納言
- 文化2年（1805年）：按察使
- 文化4年（1807年）：正二位
- 文政7年（1824年）：権大納言

## 系譜
- 養父：綾小路俊宗
- 実父：庭田重煕
- 母：唐橋在廉の娘
- 子：綾小路有長